# Sant Nasari (Erau)
Sant Nasari de Pesan (en francès Saint-Nazaire-de-Pézan) és un municipi occità del Llenguadoc, situat al departament de l'Erau i a la regió d'Occitània.